# (2680) Mateo
(2680) Mateo est un astéroïde de la ceinture principale.

## Description
(2680) Mateo est un astéroïde de la ceinture principale. Il fut découvert le 1er juillet 1975 à El Leoncito par l'Observatoire Félix-Aguilar. Il présente une orbite caractérisée par un demi-grand axe de 2,40 UA, une excentricité de 0,21 et une inclinaison de 2,4° par rapport à l'écliptique.

## Compléments